# Power metal
Power metal er en stil inden for heavy metal-musikgenren. Der er uenighed omkring præcis hvad power metal henleder til, da der både findes en nordamerikansk og europæisk definition. Dog er opfattelsen oftest at der er tale om den europæiske stil. Typisk brug af instrumenter er vokal, guitar, bas, guitar, trommer og keyboards.
Det er ofte præget af meget melodiske riffs, skønsang og generelt en "glad" stemning. Typiske tekster er om helte, krig og eventyr.

## Historie
Power metal startede med bl.a. bandene Helloween (debutalbum 1985), Jag Panzer (debutalbum 1984) og Metal Church (debutalbum 1984), disse bands lagde sig i starten mest op af den klassiske metal-stil, heavy metal, bare tilføjet lidt mere "power" og "speed". Hvor der i heavy metal-stilen er mange 2strengs riffs, kører power metal mest på enstrengs riffs, der giver dem en unik lyd. Senere hen har der udviklet sig en del forskellige former for Power Metal, f.eks. den mere speedy stil, der kører hurtigere og mere i de lyse toner, som bl.a. Dragonforce og Sonata Arctica spiller.
Der er også den stil der ligger sig mere op ad thrash metal og minder meget om den, som bl.a. Brainstorm kører.

## Typer af Power metal

### Amerikansk/klassisk power metal
Amerikansk power metal opstod i 1980'erne som en sidegren til heavy metal og speed metal. Musikstilen er for det meste hurtig, enkel og nogen gange tung og aggressiv med en tydelig episk "kampfølelse." Keyboards tager aldrig nogen særlig stor rolle i denne stil, der fokuserer mest på vokal og riffs. Musikken ligner meget dens indflydelsesgenre, men kombinerer udtrykket "power metal" og var en afgørende inspiration til den efterkommende melodisk power metal bevægelse. Nogen bands der har haft indflydelse på denne genre er Judas Priest, Rainbow, Savatage, og Queensrÿche. Eksempler på bands i denne genre: Jag Panzer, Crimson Glory.

### Europæisk/melodisk power metal
Tekst mangler, hjælp os med at skrive teksten

### Ekstrem power metal
Ekstrem power metal er en blanding af den grove vokal og aggressive følelse fra melodisk dødsmetal med melodierne og keyboards fra power metal. Det er meget tydeligt, at genren har fået en del indflydelse fra melodisk dødsmetal ikke kun på grund af vokalen, men også på grund af det store brug af keyboards og neoklassiske inspireret guitarspil. Eksempler på bands i denne genre: Children of Bodom, Norther, Kalmah, DragonForce

### Folk-power metal
Folk-power metal er en blanding af folkemusik og power metal, som nogen gange overlapper en del af folk metalgenren. Folke elementerne er for det meste brugt til at skabe en middelalderagtig eller stærk fantasi følelse. Eksempler på bands i genren: Falconer, Elvenking

### Prog-power metal
Prog-power metal har indflydelse fra klassiske progressive metalbands som Rush, Queensrÿche og Dream Theater. Genren indeholder tydeligvis en mere sammensat og varieret indfaldsvinkel til sangskrivningen end traditionelt power metal. Eksempler på bands: Symphony X

### Symfonisk power metal
Nightwish, Within Temptation, Fairyland

### Thrash-power metal
I thrash-power metal har power metal fået indflydelse fra thrash metal. Skønsangen og melodierne fra power metal er bevaret, men ofte kombineret med de aggressive riffs, den råbende vokal og sangteksternes temaer fra thrash metal. Eksempler på bands i denne genre: Morgana Lefay, Iced Earth, Nevermore, Agent Steel.

### Episk metal
Episk metal er et omdiskuteret begreb for klassisk heavy metal med fantasi/kriger temaer. Nogen gange overlapper den klassisk doom metal genren. Eksempler på bands: Manilla Road, Cirith Ungol, Virgin Steele, Iron Fire, Hammerfall